# Gerhard Richter
Gerhard Richter (Dresda, 9 febbraio 1932) è un pittore tedesco.
Ha prodotto dipinti astratti e fotorealistici, fotografie e opere in vetro. È ampiamente considerato come uno dei più importanti artisti tedeschi contemporanei e molte delle sue opere hanno stabilito prezzi record alle aste, tanto che in passato è stato il pittore vivente più costoso sul mercato.

## Biografia
Nato a Dresda il 9 febbraio 1932, dal padre Horst, un maestro elementare, e dalla madre Hildegard, un'impiegata in una libreria e pianista dilettante, cresce nelle campagne dell'Alta Lusazia. Lasciata la scuola all'età di sedici anni, inizia a lavorare come praticante nel campo della pubblicità e come pittore di scenografie teatrali per poi ritornare agli studi presso l'Accademia d'Arte di Dresda. Nel 1957 Richter sposa Marianne Eufinger, e nove anni dopo, nel 1966, nasce la sua prima figlia, Betty.
Richter insegna dapprima come professore temporaneo alla Hochschule für bildende Künste in Amburgo presso il Nova Scotia College of Art and Design (NSCAD), per poi divenire nel 1971 professore titolare presso l'Accademia d'Arte di Düsseldorf. Nel 1982 sposa in seconde nozze la scultrice Isa Genzken. Nel 1983, Richter si trasferisce da Düsseldorf a Colonia dove vive tuttora. Suo figlio, Moritz, nasce dalla terza moglie, Sabine Moritz, nel 1995, lo stesso anno del loro matrimonio. Un anno dopo nasce la sua seconda figlia, Ella Maria.
Richter espone la sua prima personale di pittura, Gerhard Richter, nel 1964 alla Galleria Schmela di Düsseldorf. Subito dopo espone a Monaco e Berlino e fino ai primi anni settanta espone frequentemente in varie città europee e degli Stati Uniti.
Alla 47ª Biennale Arte di Venezia del 1997 ha presentato 28 tele e ha ricevuto il Premio Internazionale La Biennale di Venezia.
La sua quarta retrospettiva, Gerhard Richter: 40 Years of Painting, curata da Robert Storr, apre al Museo d'Arte Moderna di New York nel febbraio 2002, per poi essere trasferita a Chicago, San Francisco (SFMOMA) e Washington. Richter ha pubblicato numerosi cataloghi, monografie, e libri con le sue opere d'arte e note sulla pittura (La pratica quotidiana della pittura a cura di Hans Ulrich Obrist). Per la sua attività artistica è stato insignito di numerosi riconoscimenti e premi. Richter continua a creare ed esibire i suoi dipinti.
In occasione dei suoi 80 anni, nel 2012, Londra, Berlino e Parigi hanno ospitato una grande retrospettiva del pittore, con un successo sorprendente da parte del pubblico e della critica. Ne ha scritto a suo tempo Andrea Bonavoglia: 
Sono presenti oltre 150 opere, tra le quali alcuni oggetti tridimensionali che appartengono più al design che alla scultura, vetri, specchi, transenne trasparenti. Questi oggetti hanno in comune con i quadri la leggerezza e la permeabilità, e spiegano bene, pur nella molto maggior presenza della pittura, un elemento chiave di Richter: la visione e la lettura a strati del visibile. Sovrapporre piani, letteralmente e magistralmente, è stata una delle invenzioni formali del pittore, e il sistematico ritorno di questa soluzione, nelle fotografie dipinte, nei quadri fotorealisti, nelle composizioni astratte ottenute dal moltiplicarsi di strati di colore poi parzialmente rimossi, ci aiuta a capire quasi per intero il suo lungo percorso artistico.

## Gerhard Richter nei musei italiani
- MAXXI - Museo nazionale delle arti del XXI secolo, sezione d'arte figurativa, di Roma;
- Reggia di Caserta, Collezione Terrae Motus
- Palazzo Butera, Collezione Valsecchi, Palermo

## Film su Richter

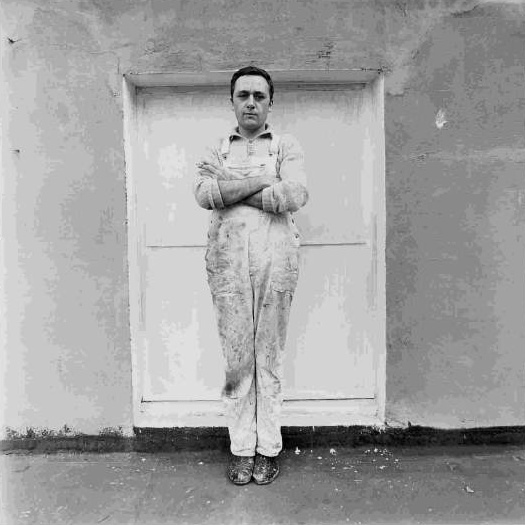
Gerhard Richter fotografato da Lothar Wolleh

- 1966: Kunst und Ketchup, regia di Elmar Hügler, film per la televisione di Südwestfunk, 14 dicembre 1966, 45 minuti
- 1969: Gerhard Richter – In der Werkstatt, Orbis-Film, regia di Hannes Reinhardt, 13 minuti, Goethe-Institut Inter Nationes
- 1989: Augenblicke – Gerhard Richter: 18. Oktober 1977, regia di Viktoria von Flemming, 14 minuti
- 1992: Gerhard Richter: Meine Bilder sind klüger als ich, 55 minuti
- 1994: Gerhard Richter Malerei 1962–1993, regia di Henning Lohner, 42 minuti
- 1999: Das Dresdener Frühwerk, regia di Christine Haberlik, Aspekte, ZDF, 4 giugno 1999
- 2007: Das Richter-Fenster, regia di Corinna Belz, Arte, 26 agosto 2007
- 2011: Gerhard Richter – Painting, regia di Corinna Belz, documentario, 97 minuti
- 2018: Opera senza autore, film del regista tedesco Florian Henckel von Donnersmarck, nel quale la vita del protagonista, Kurt Barnert, è ispirata a quella del pittore tedesco. Il film era basato sul libro Ein Maler aus Deutschland: Gerhard Richter. Das Drama einer Familie di Jürgen Schreiber. Richter ha accusato il regista dalla rivista americana The New Yorker di abusare e distorcere la sua 'biografia ".[4]